# 中国社会科学报
《中国社会科学报》是由中国社会科学院主管主办、中国社会科学杂志社编辑出版的一份面向全国哲学社会科学研究和爱好者的大型理论、学术报纸。2009年7月1日正式创办。

## 历史沿革
2009年7月1日，由中国社会科学院主管主办、中国社会科学杂志社编辑出版的《中国社会科学报》正式创刊，中国社会科学院院长陈奎元、新闻出版总署署长柳斌杰在人民大会堂为《中国社会科学报》揭牌。
2015年1月1日，《中国社会科学报》英文数字报在美国正式创刊上线，服务器设在达拉斯。